# Rote Rosen
Rote Rosen is een Duitse telenovela die sinds 6 november 2006 wordt uitgezonden op Das Erste. Het was de eerste serie die draaide om het leven van de oudere vrouw. De serie wordt elke werkdag uitgezonden tussen 14:10 en 15:00.
De herhaling is elke ochtend om 9:05 te zien. Ook regionale Duitse zenders zoals NDR Fernsehen, WDR Fernsehen en SR Fernsehen zenden 's ochtend een herhaling uit. In samenwerking met Schweizer Fernsehen wordt Rote Rosen ook in Zwitserland uitgezonden. Dagelijks om 16:05 op SF 1.
Naast de Oostenrijkse televisie is de soap ook sinds oktober 2008 te zien in Italië
Kijkers in Nederland kunnen de serie bekijken op het YouTube-kanaal Rote Rosen International.

## Achtergrond
Rote Rosen is een productie van ARD Degeto in opdracht van televisiezender Das Erste. De maker van de serie is productiehuis Studio Hamburg Serienwerft Lüneburg. In het begin werden er honderd afleveringen gemaakt. Tijdens een bijeenkomst van ARD werd besloten om de serie een vervolg te geven met nogmaals honderd afleveringen. In april 2007, januari 2008, september 2008 en juli 2009 werden ook orders geplaatst voor 200 nieuwe afleveringen.
De eerste scènes van de serie werden op 21 augustus 2006 opgenomen Europazentrale in Lüneburg, die daarvoor werd omgebouwd tot opnamestudio. De buitenopnamen vonden plaats in Lüneburg, maar ook in Adendorf. De telenovela wordt uitgezonden in beeldformaat 16:9.

### Artikelen
De titelsong This is my life werd ingezongen door de Duitse zangeres Joana Zimmer, die het liedje op haar tweede album zette. Het album heet Bringing Down the Moon. Inmiddels zijn van de serie de eerste 100 afleveringen op DVD uitgebracht. Ook zijn er boeken over Rote Rosen verkrijgbaar

### Leader
De leader wordt elke keer veranderd met de karakters die op dat moment meespelen. De intro wordt gemaakt door het bedrijf screenworks.tv. In de leader worden beelden van de plaats Lüneburg geplaatst.
- Leader 1 (episode 1-214) met Angela Roy, Joachim Raaf en Gerry Hungbauer.
- Leader 2 (episode 215-340) met Jeanette Rauch, Jan Hartmann, Ingo Brosch, Sabine Vitua, Matthias Paul en Christoph Kottenkamp.
- Leader 3 (episode 341-420) met Roswitha Schreiner, Gerry Hungbauer, Sabine Vitua, Matthias Paul, Herman Toelcke en Christoph Kottenkamp.
- Leader 4 (episode 421-597) met Annett Kruschke, Eric Langner, Karina Thayenthal, Stephan Schill en Rsowitha Schreiner.
- Leader 5 (episode 598-800) met Isabell Varell, Simon Licht, Roswitha Schreiner en Stephan Baumecker.
- Leader 6 (episode 801-heden) met Mona Klare, Birgit Würz. Christoph Kottenkamp en Nicolas König.

## Cast

### Huidige cast
| Acteur/Actrice          | Personage                 | Status           |
| ----------------------- | ------------------------- | ---------------- |
| Brigitte Antonius       | Johanna Jansen            | 2006-            |
| Gerry Hungbauer         | Thomas Jansen             | 2006-2007, 2008- |
| Hermann Toelcke         | Gunter Flickenschild (#1) | 2007-2009, 2009- |
| Maria Fuchs             | Carla Saravakos           | 2008-            |
| Gabriel Merz            | Nils Rager                | 2008-2009, 2010- |
| Sascha Tschorn          | Felix Siemers             | 2008-            |
| Rolf Nagel              | Alfred Albers             | 2009-            |
| Martin Becker           | Hans-Jörg Krone jr.       | 2009, 2010-      |
| Joanna Semmelrogge      | Rosa Becker               | 2009-            |
| Jelena Mitschke         | Britta Thies              | 2009-            |
| Barbara Magdalena Ahren | Elke Grewe                | 2010-            |
| Fabian Oscar Wien       | Paul Matthiessen          | 2010-            |
| Birgit Würz             | Caroline von Walden       | 2010-            |
| Mona Klare              | Gesa Matthiessen-Grewe    | 2010-            |
| Nicolas König           | Tim Matthiessen           | 2010-            |
| Oona Devi Liebich       | Nele Matthiessen          | 2010-            |

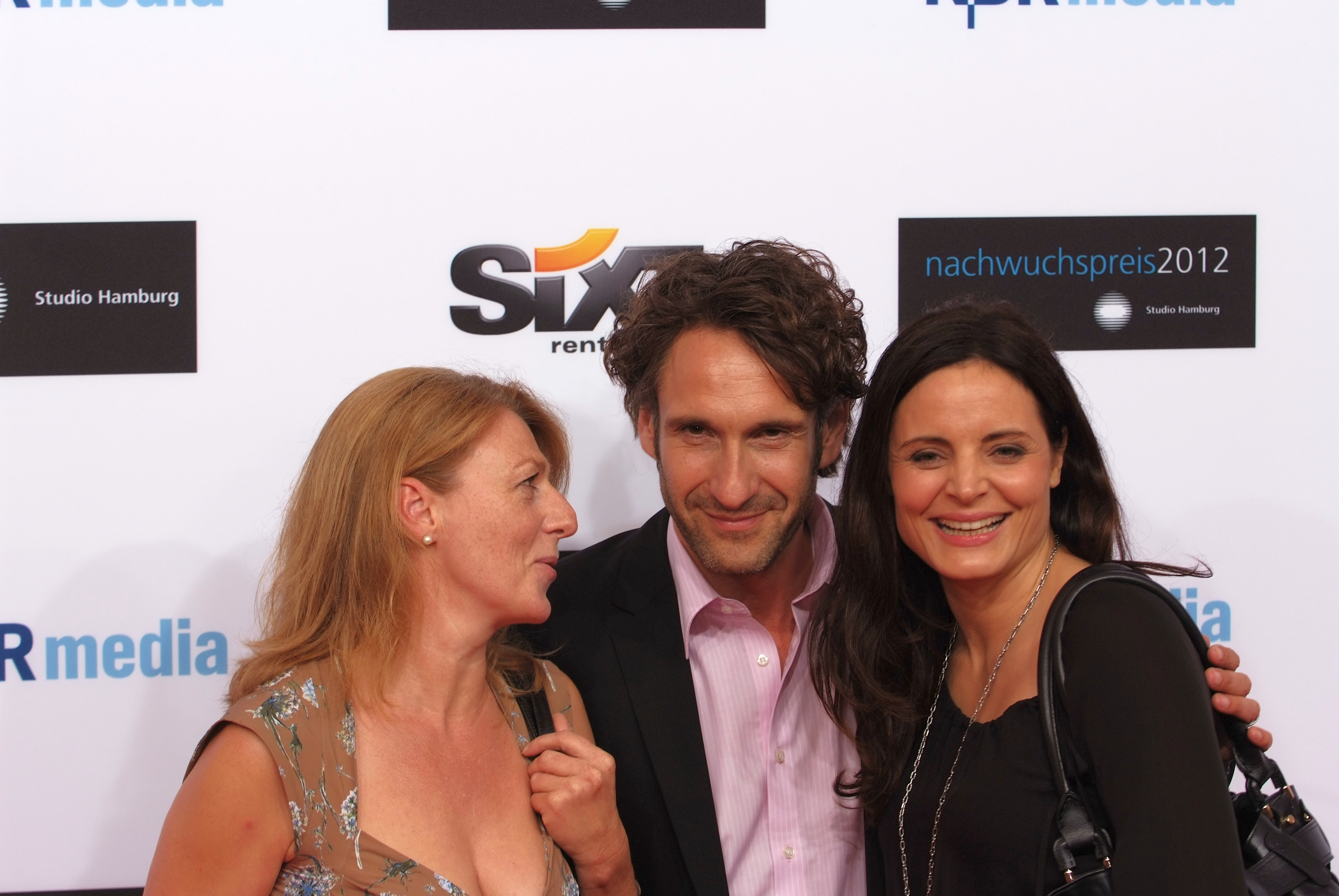
Christine Wilhelmi, Falk-Willy Wild, Elisabeth Lanz (2012)
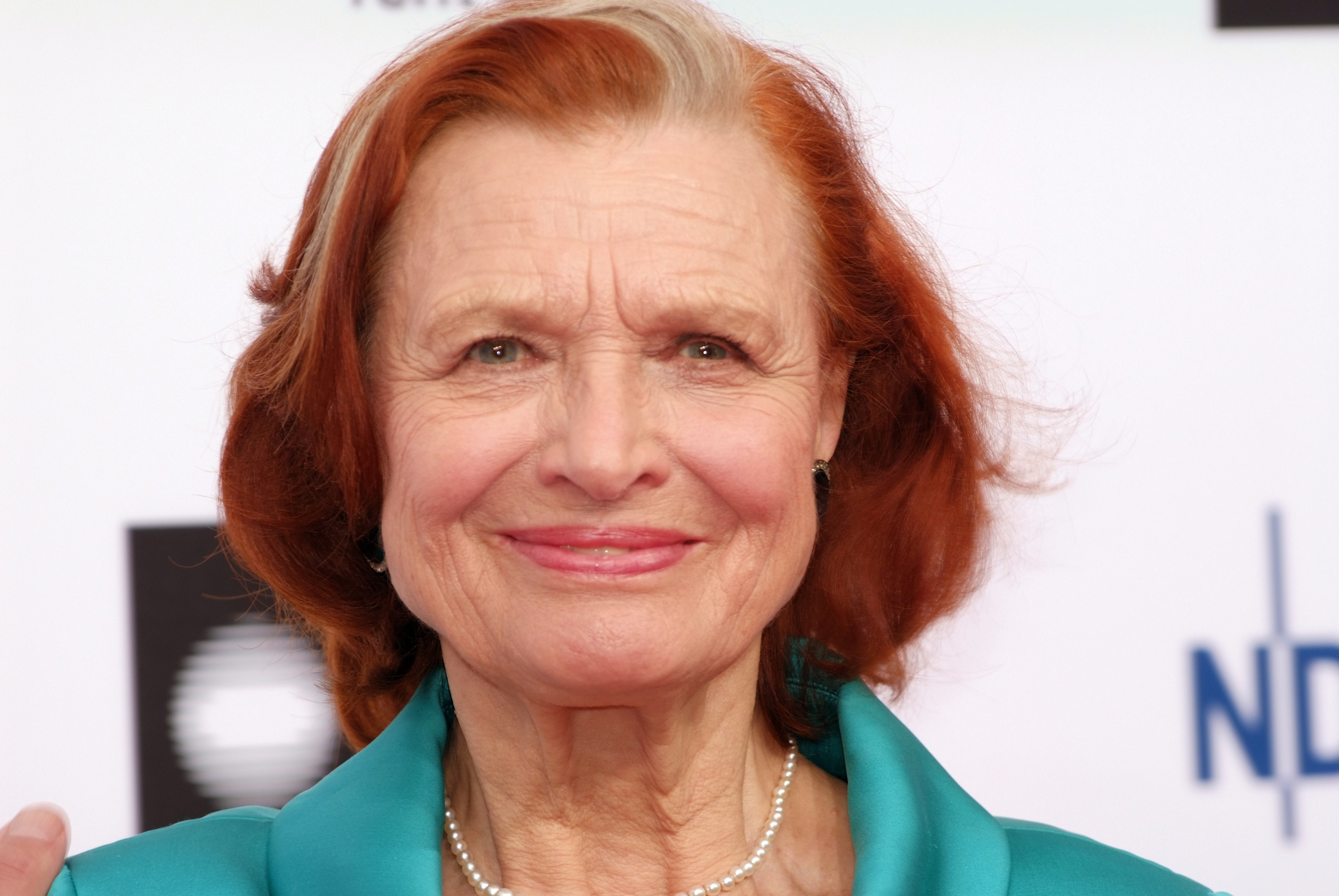
Brigitte Antonius (2012)
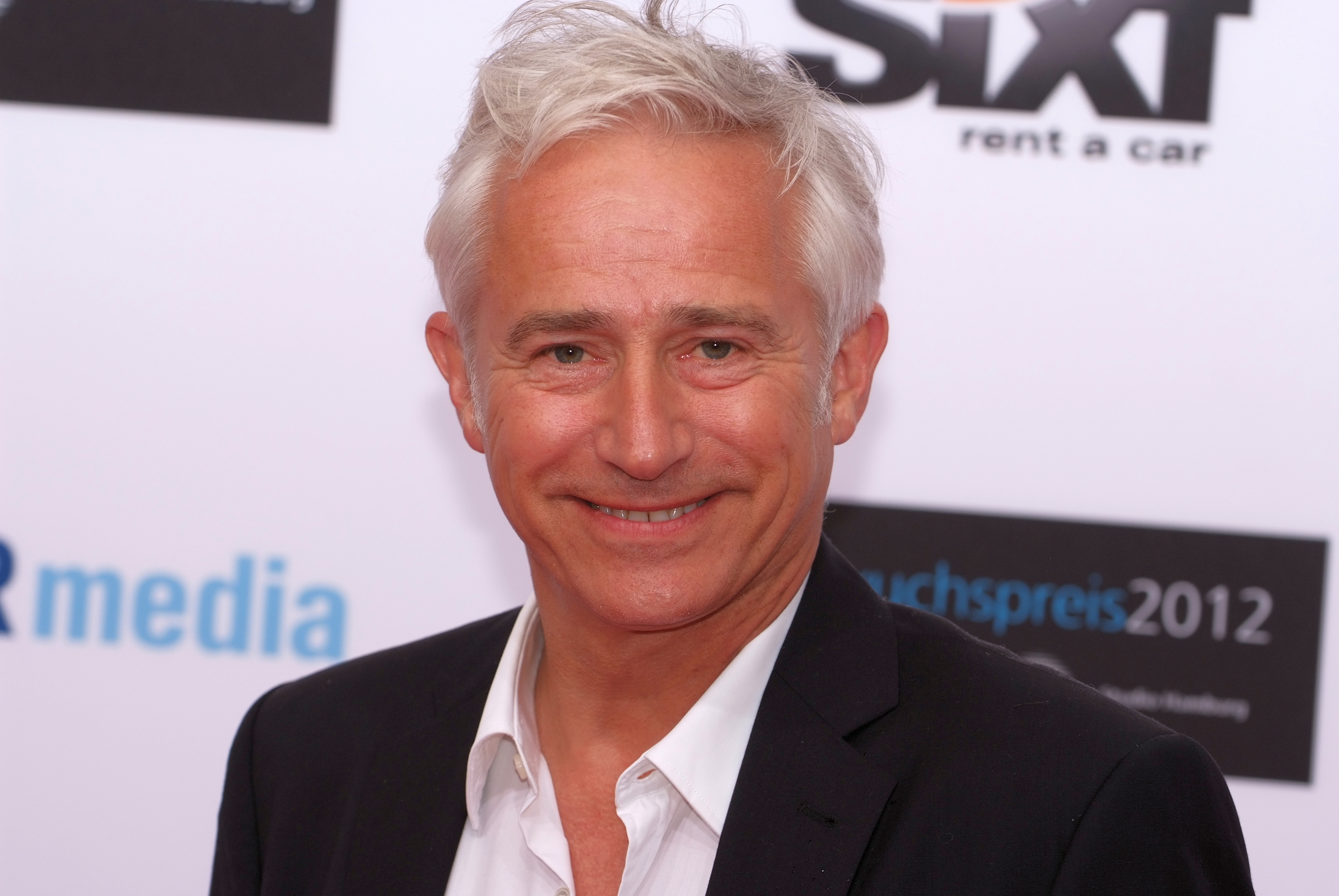
Gerry Hungbauer (2012)
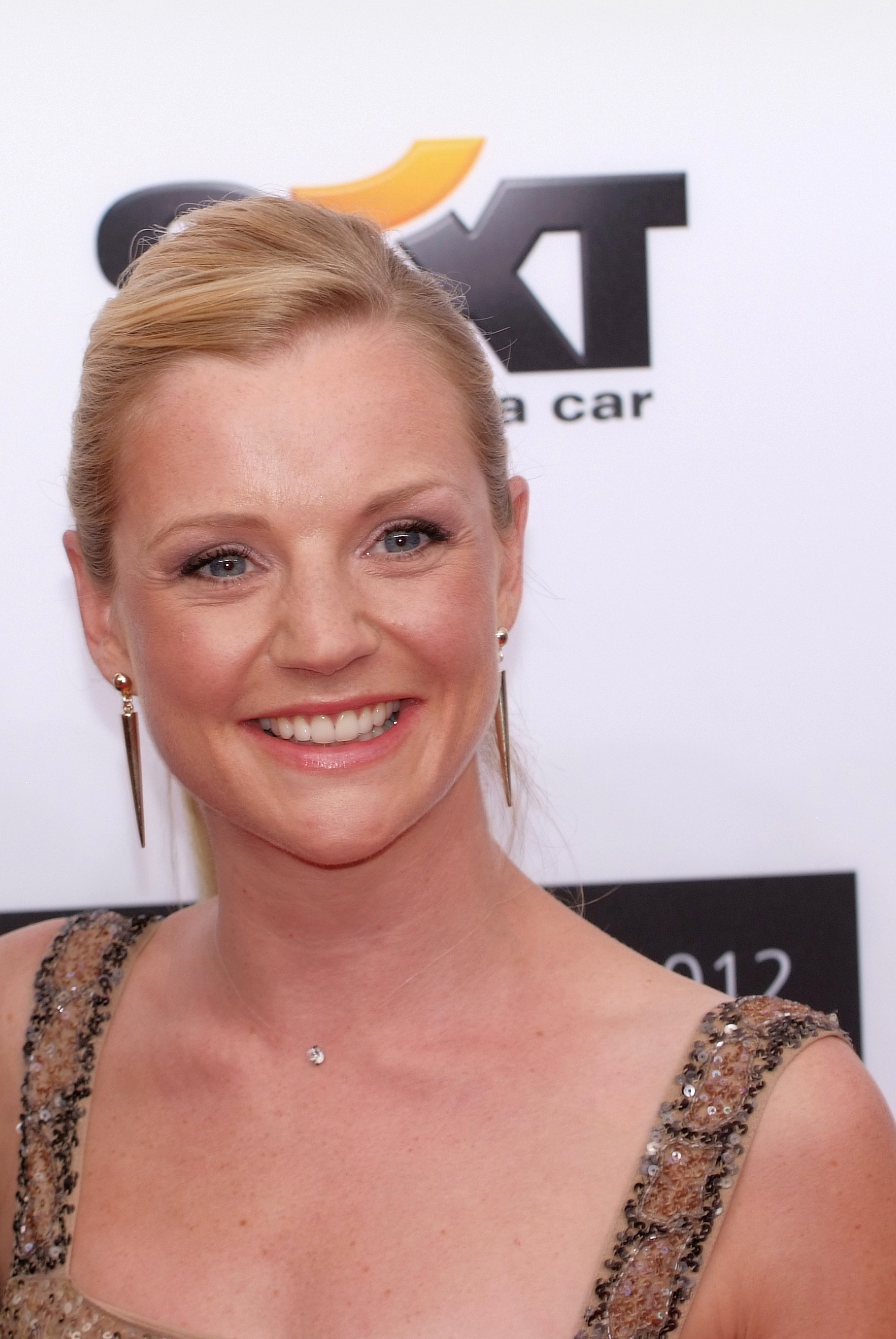
Kim-Sarah Brandts (2012)
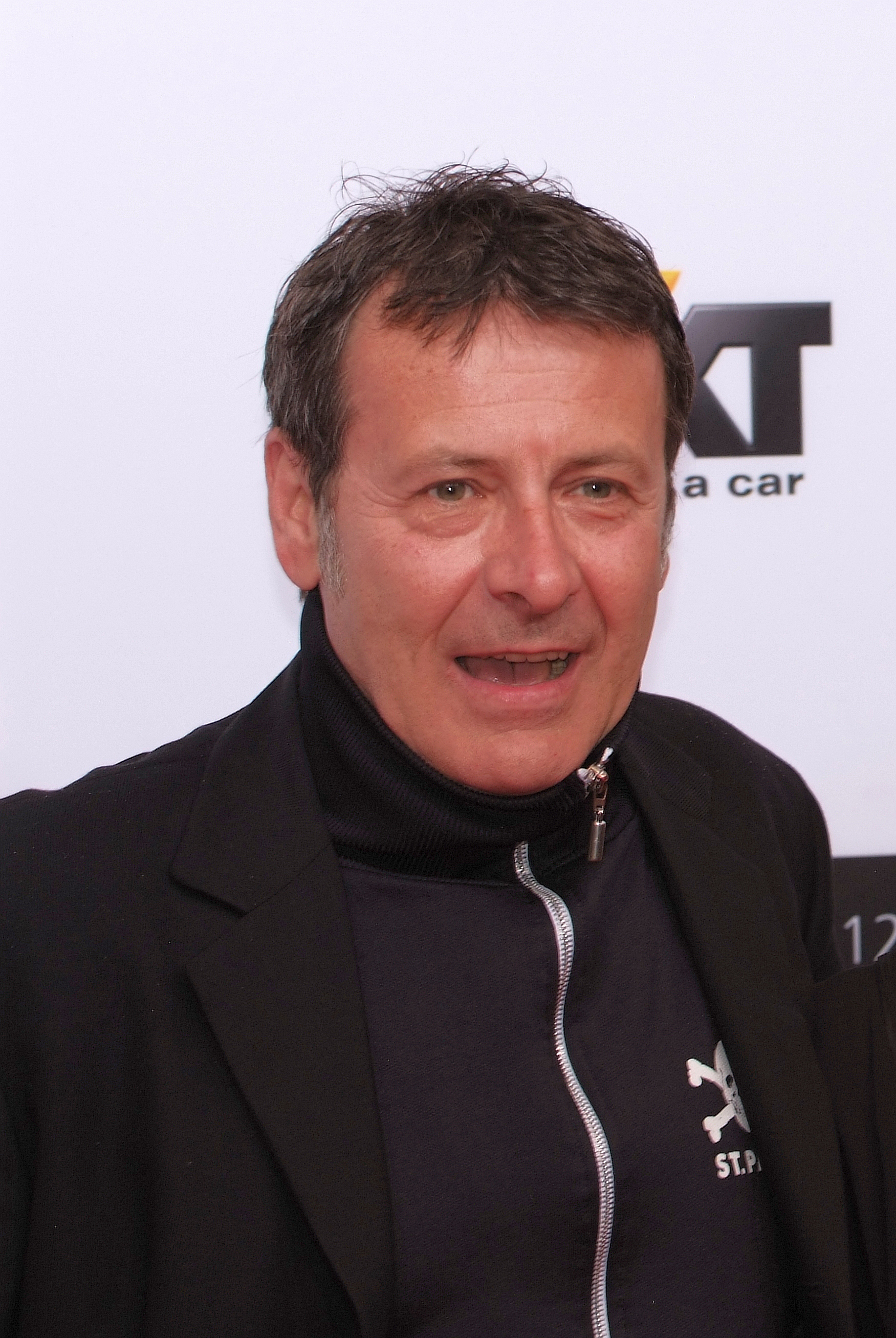
Hermann Toelcke (2012)
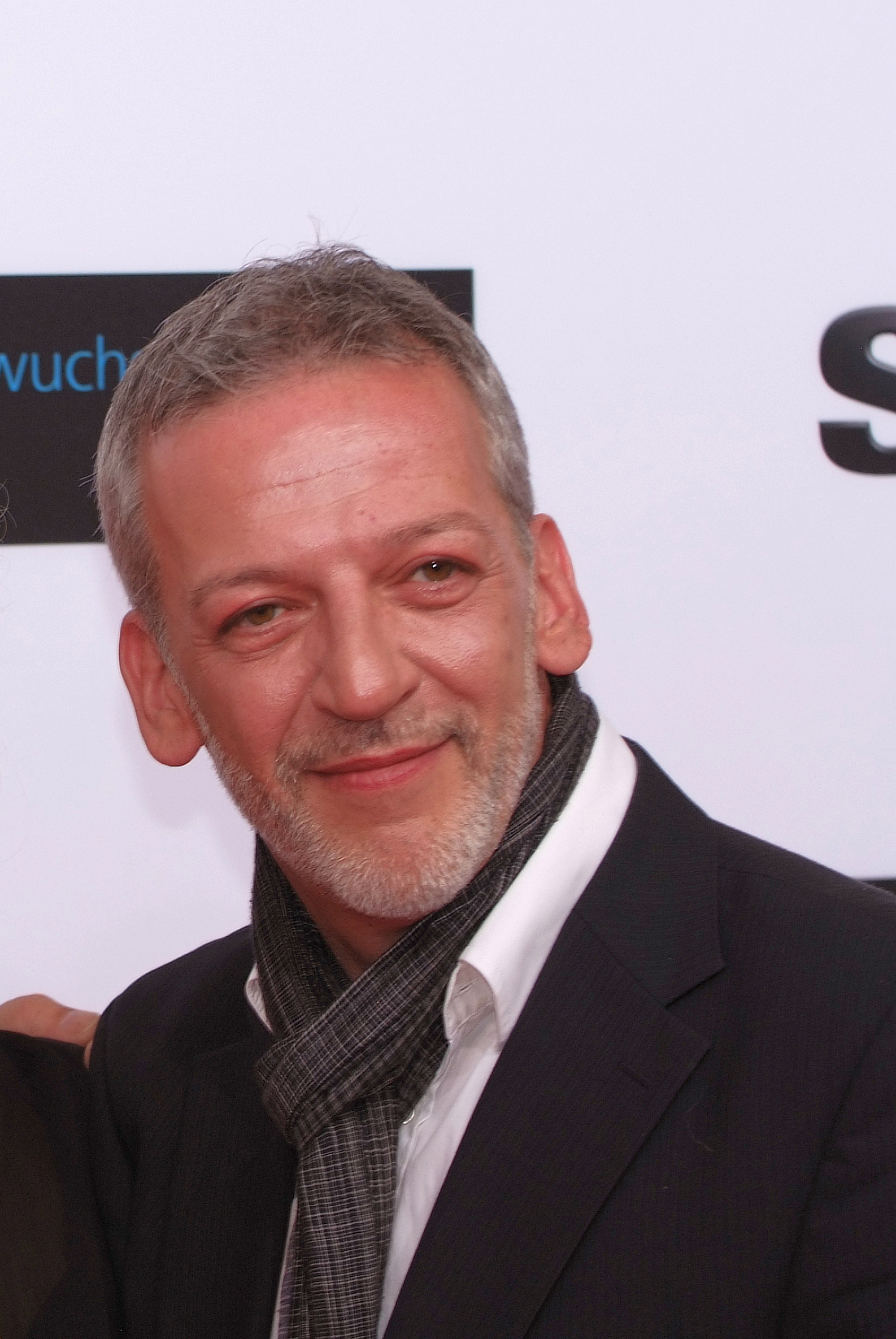
Stefan Hossfeld (2012)
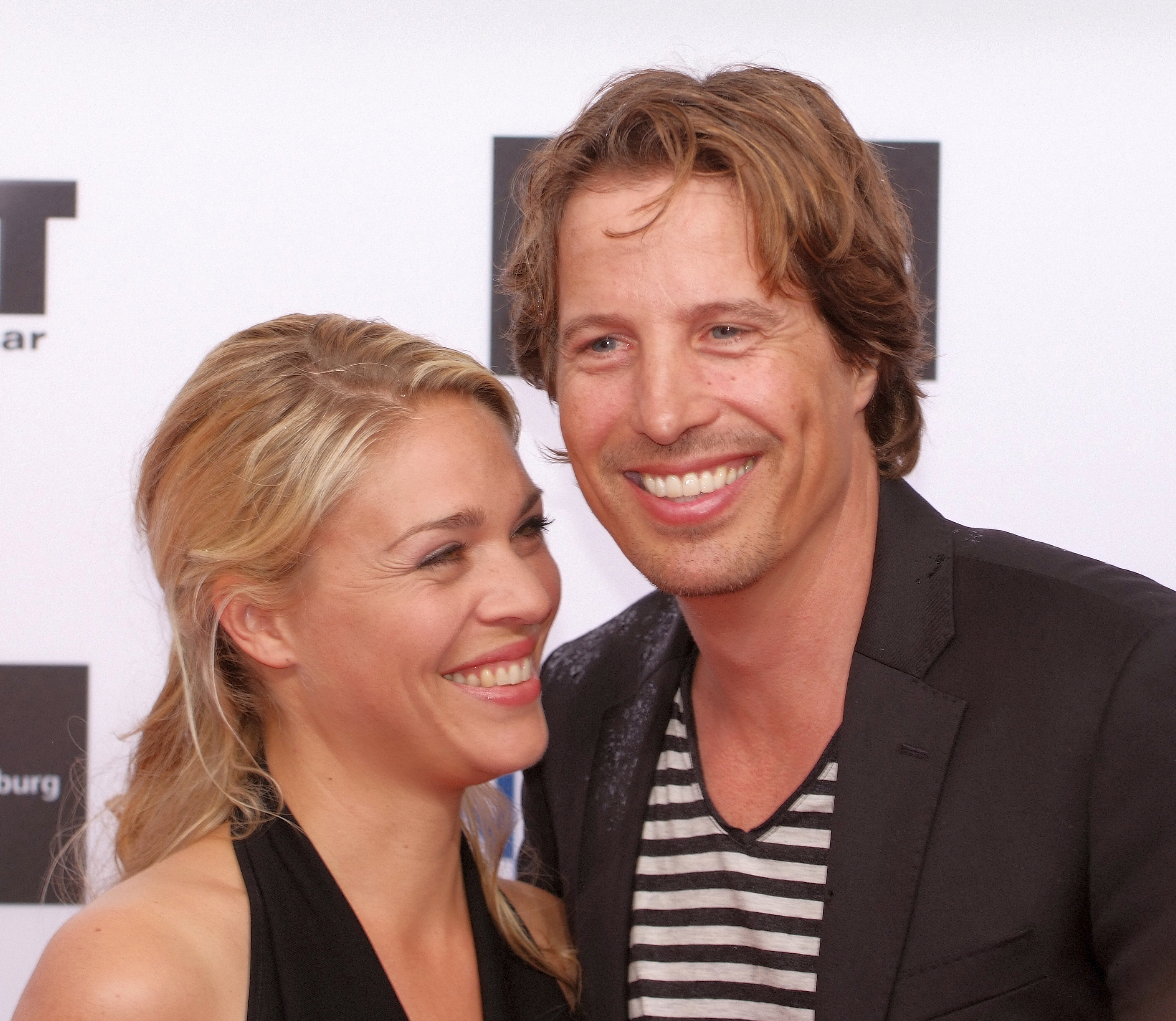
Jelena Mitschke und Michael Meziani (2012)
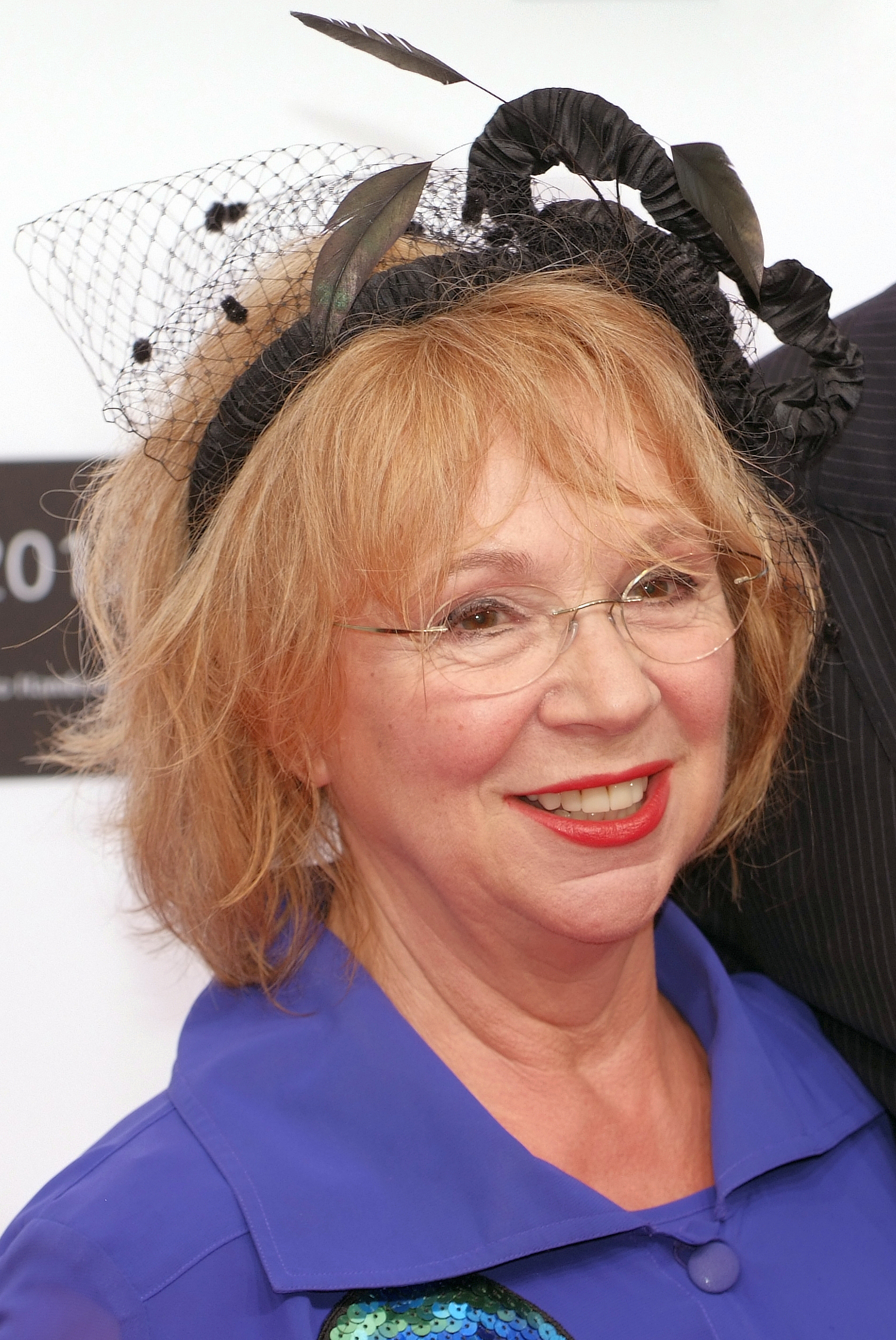
Madeleine Lierck-Wien (2012)
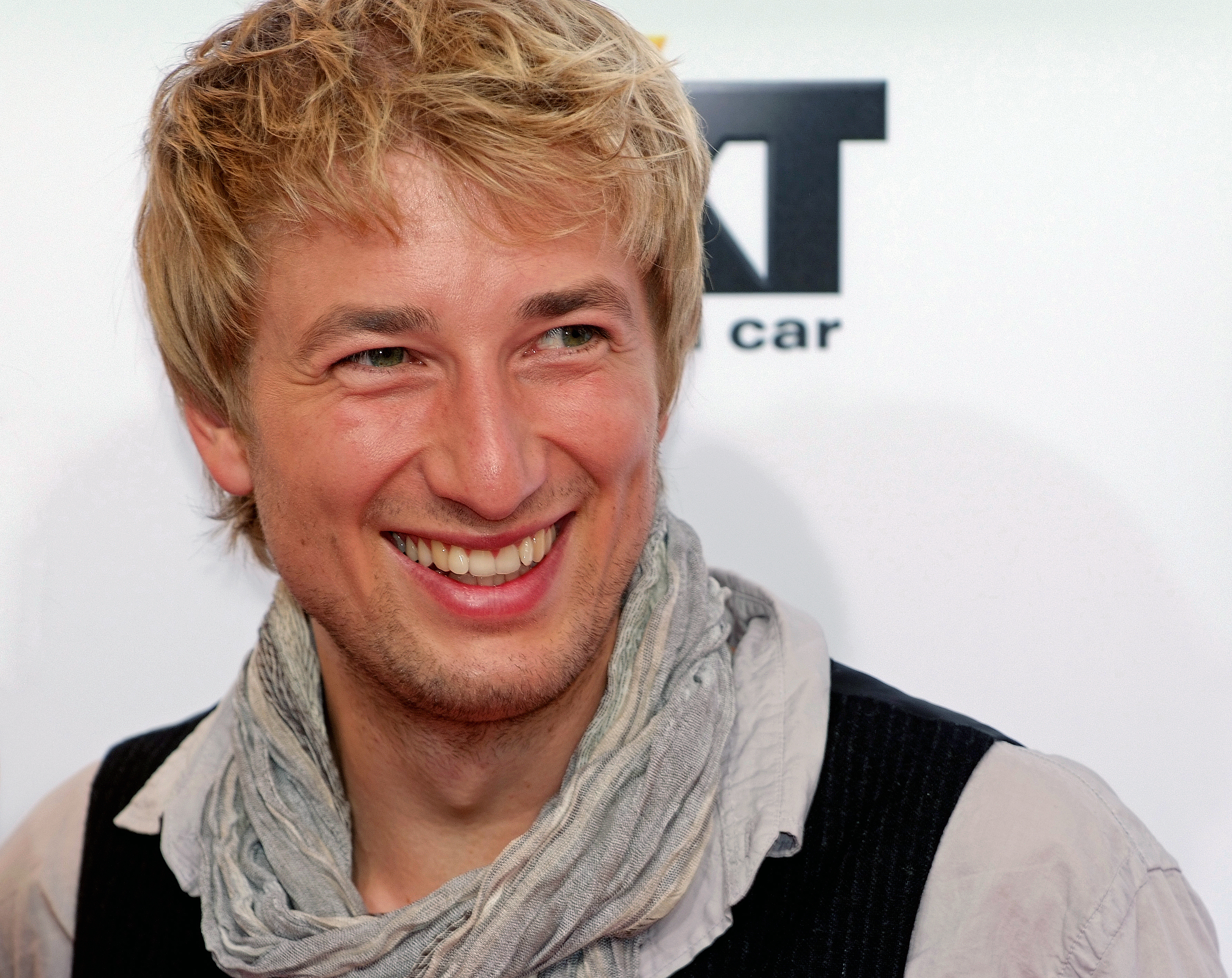
Tobias Rosen (2012)
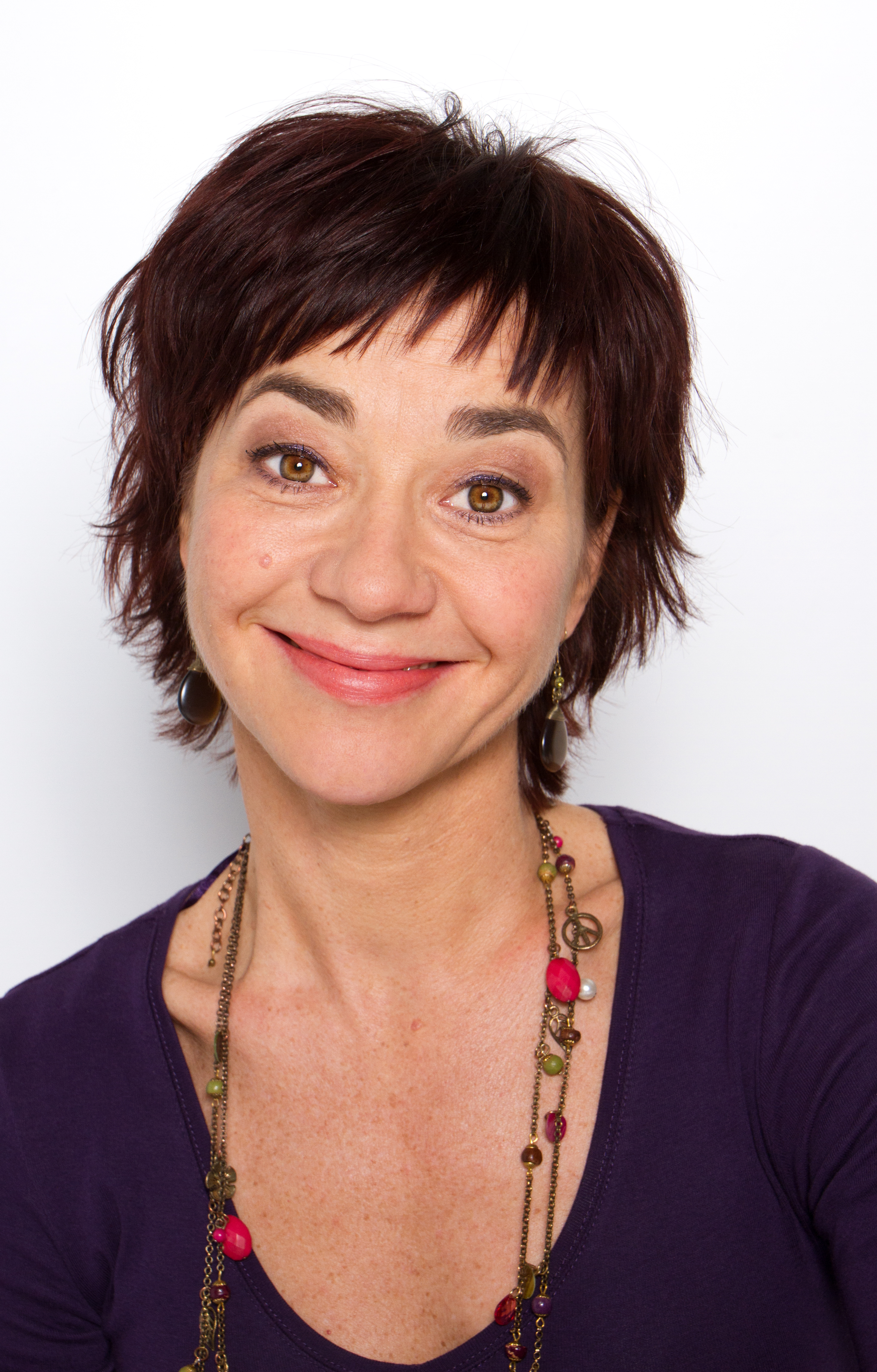
Anja Franke (2011)
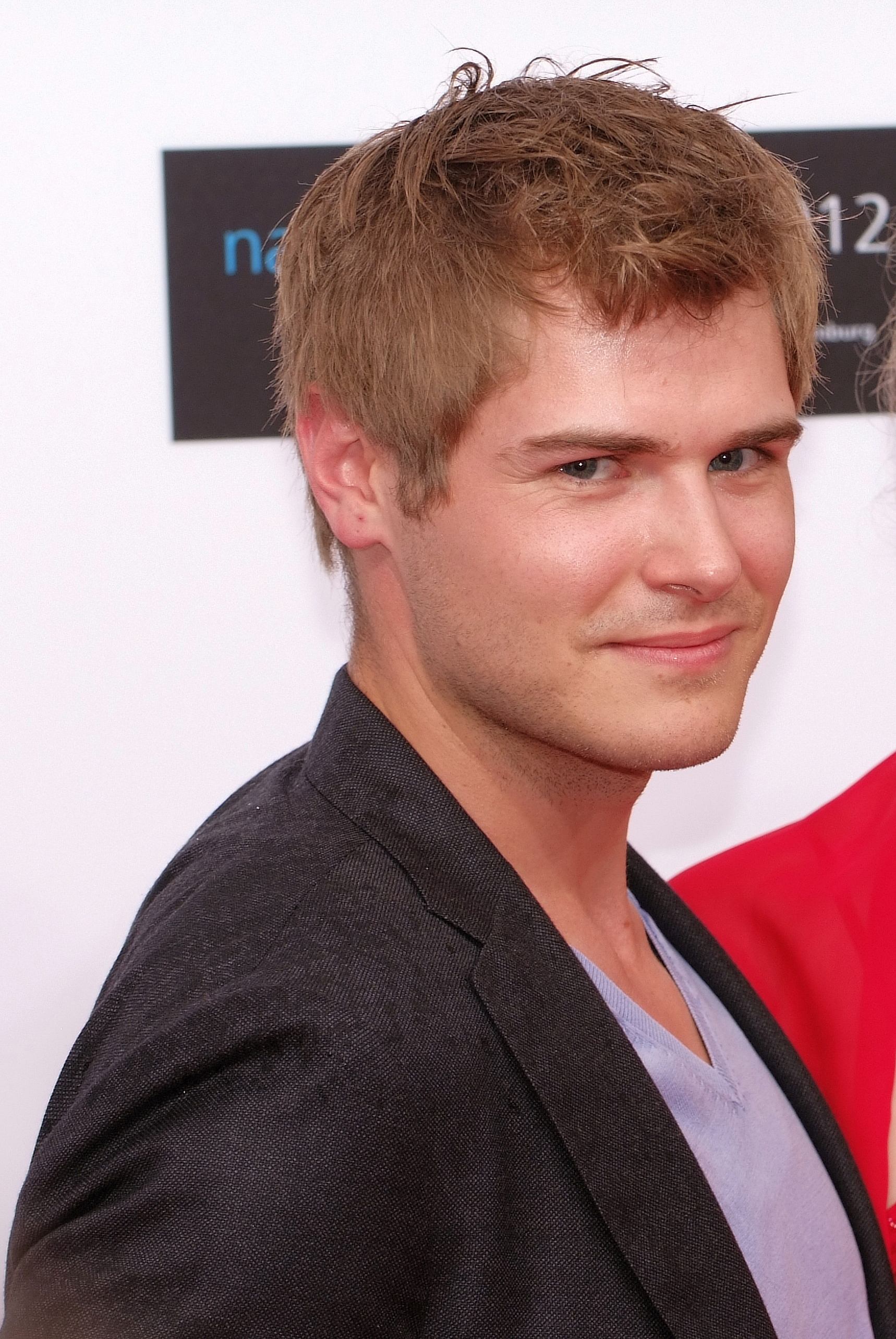
Peter Foyse (2012)
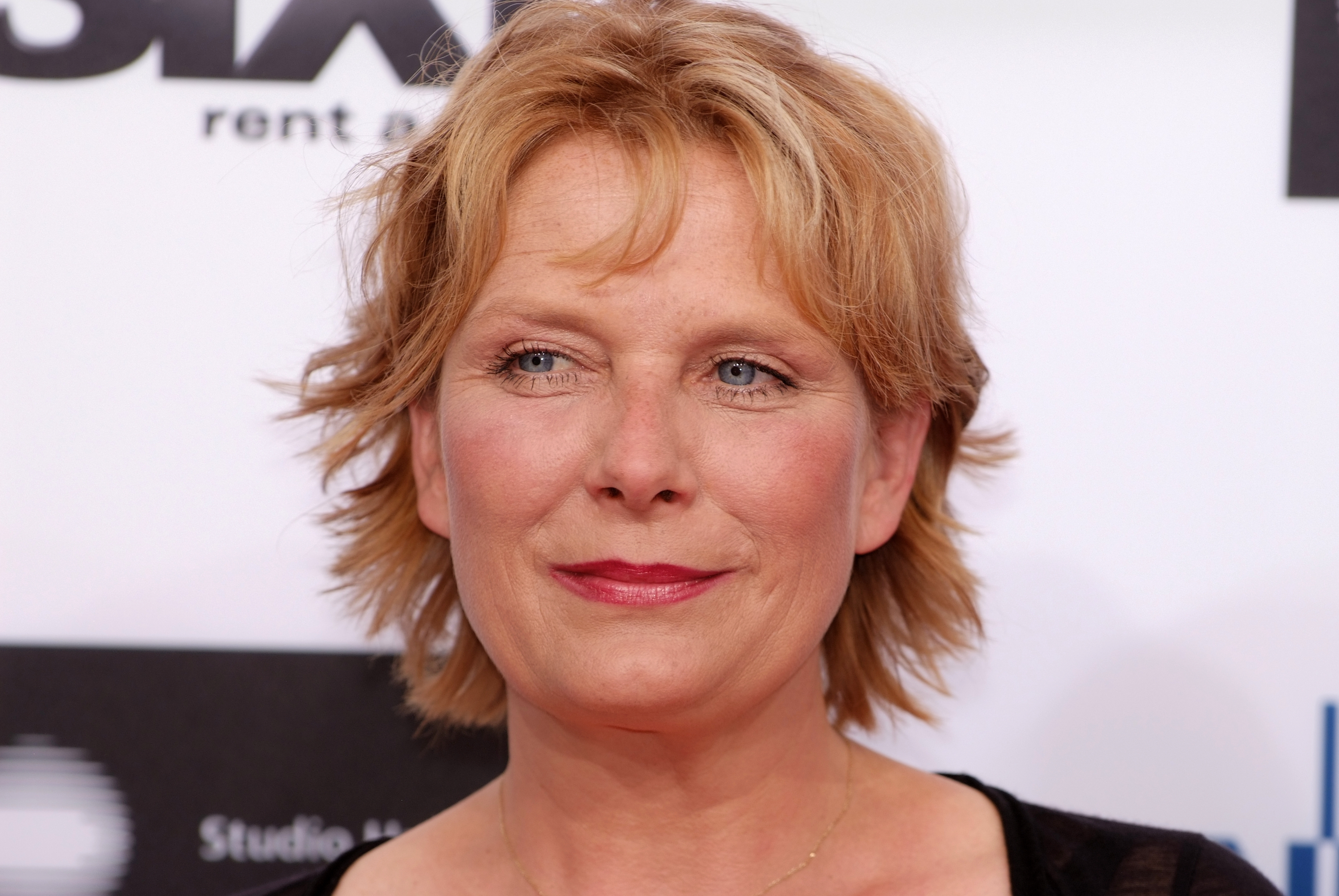
Janette Rauch (2012)
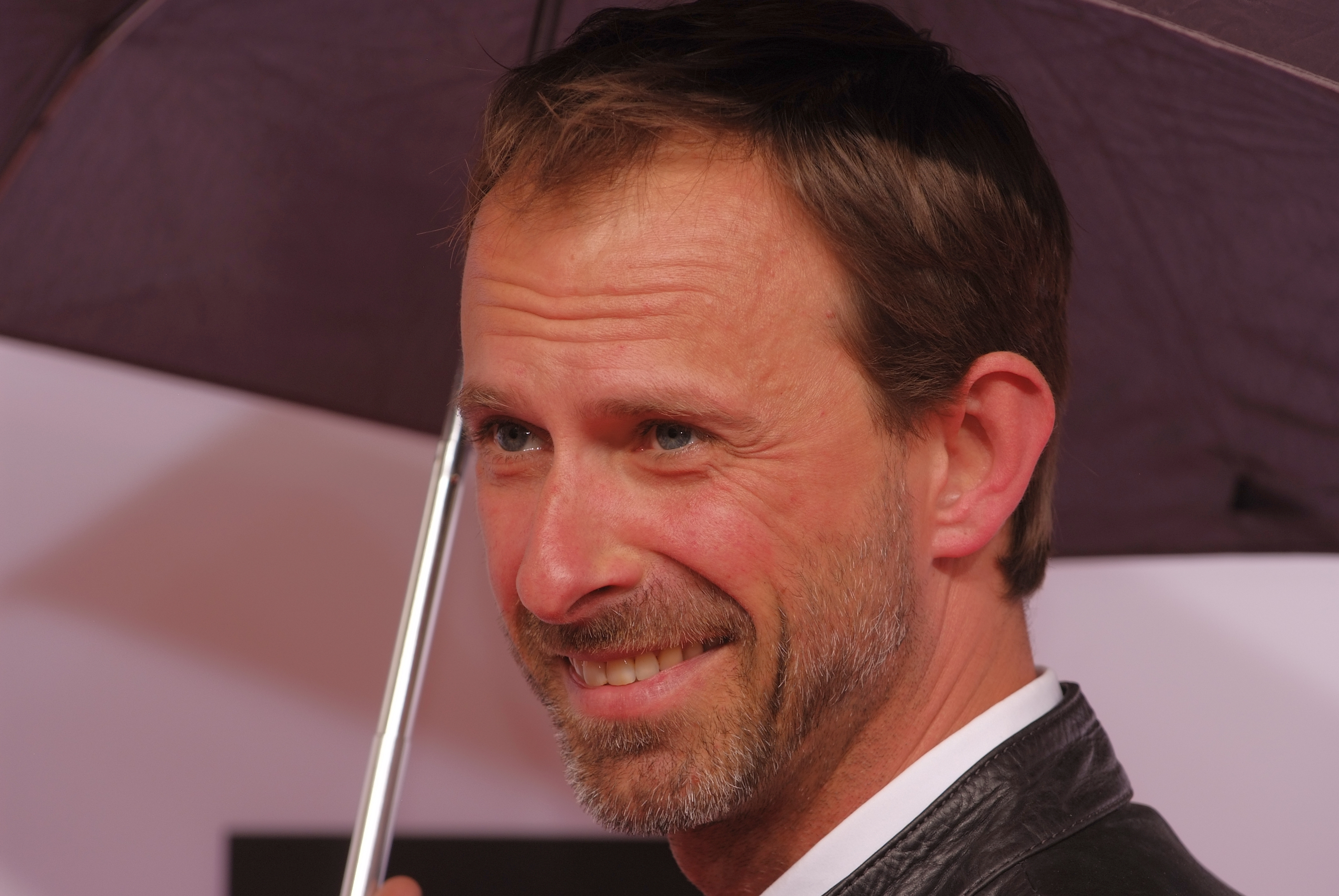
Nicolas König (2012)
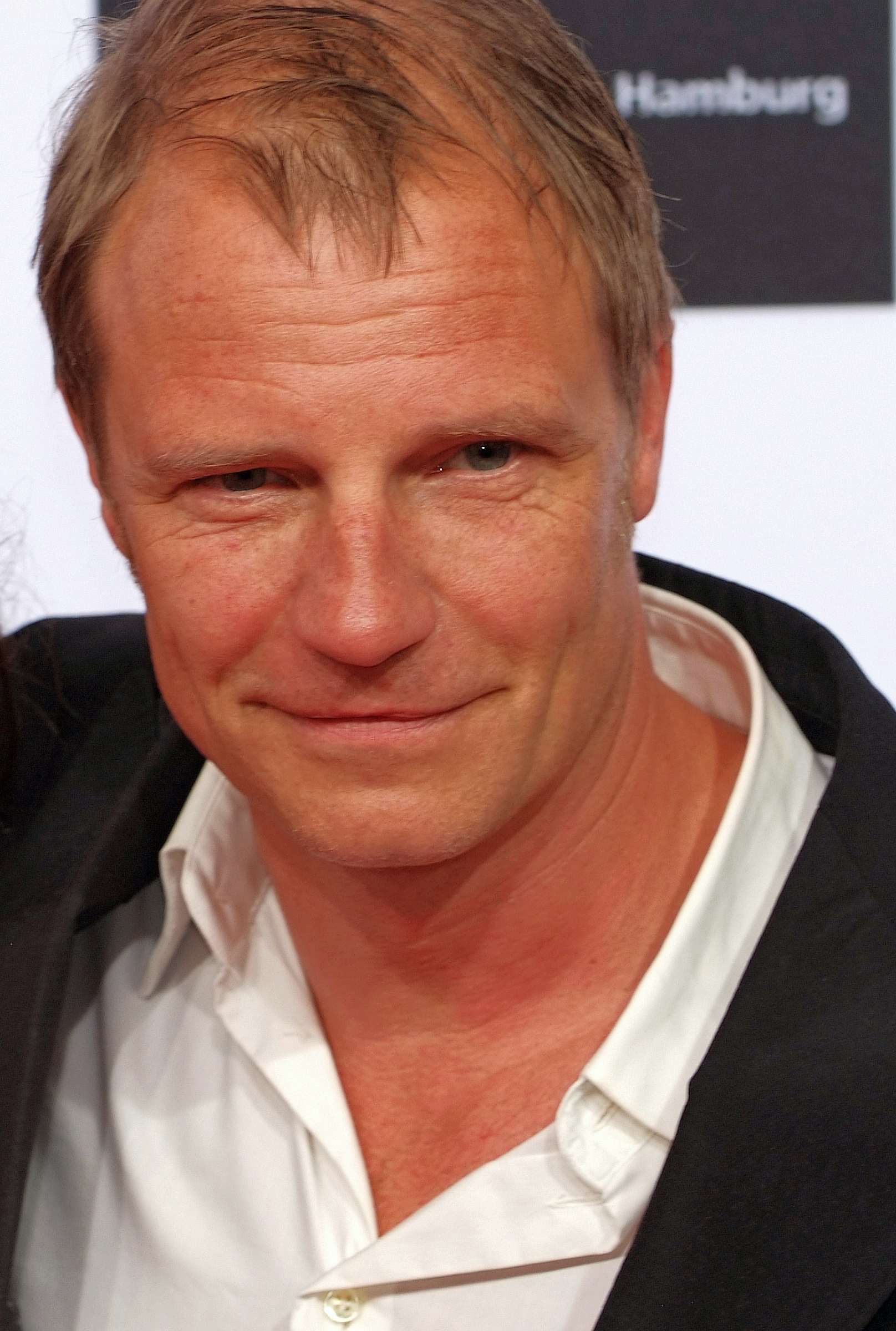
Thorsten Nindel (2012)
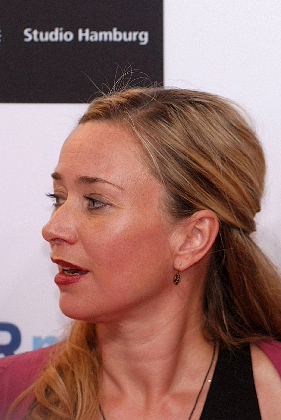
Birgit Würz (2012)
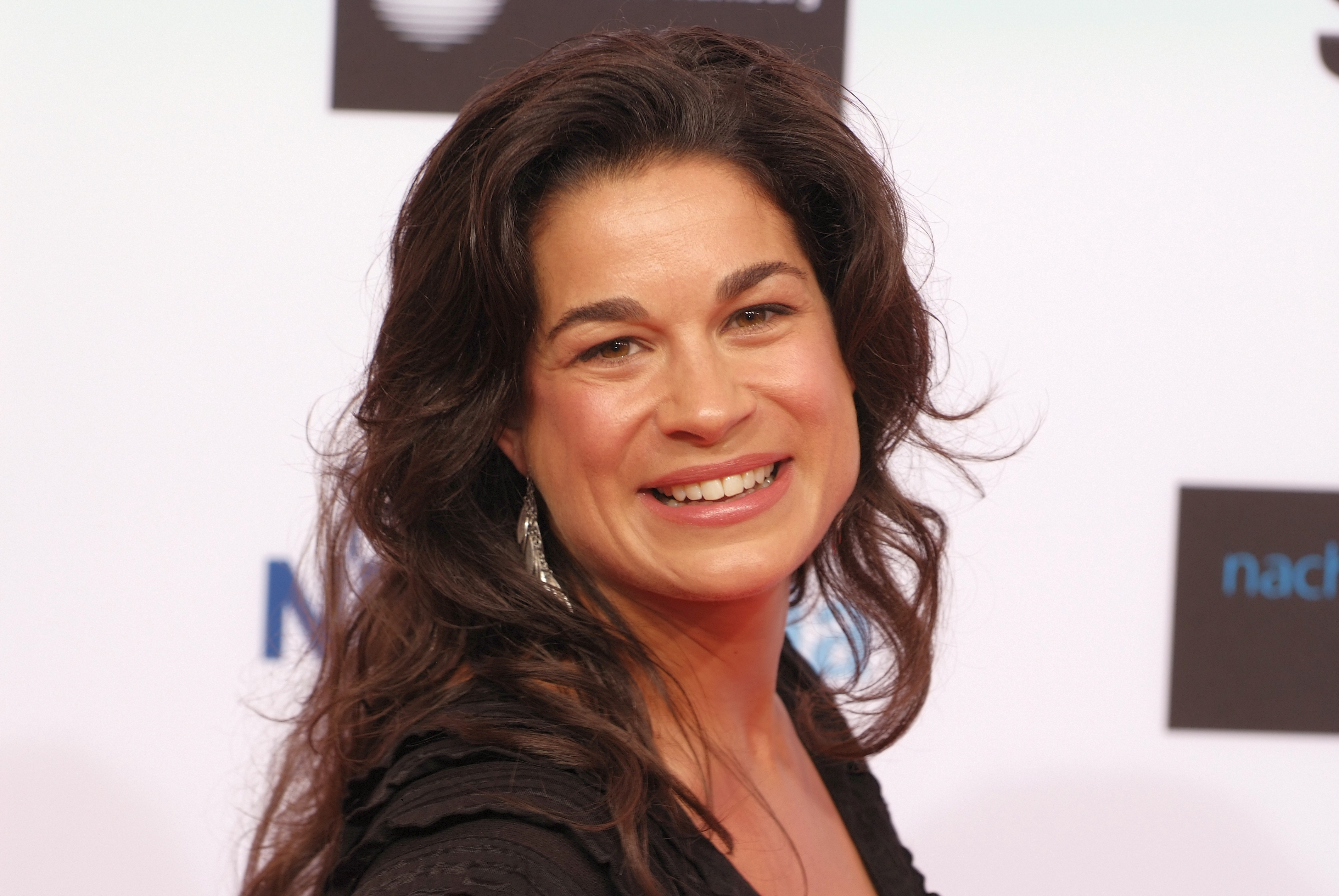
Caroline Kiesewetter (2012)